# IRÁNY – a Jövő Pártja
Az IRÁNY – a Jövő Pártja egy magyarországi politikai párt, amelyet 2025-ben alapított Farkas Dezső, korábban a Tisza Párt aktivistája. A párt a jövőbe tekintő, innovációra és társadalmi megújulásra épülő értékeket képviseli, és célja, hogy alternatívát kínáljon a jelenlegi politikai erőkkel szemben. Az IRÁNY hangsúlyt fektet a pozitív nemzettudatra, az átlátható jogállamra, a korrupció elleni fellépésre, valamint a magyar tehetség kibontakoztatására. Ifjúsági szervezete egyelőre nincs.

## A párt előélete
Farkas Dezső, az IRÁNY – a Jövő Pártja elnöke 2025-ben alapította meg a pártot Magyarországon. Korábban a Tisza Párt Tisza Szigetek régiójának koordinátora volt. A párt létrejötte azzal a céllal történt, hogy egy új, jövőbe tekintő politikai alternatívát kínáljanak, amely az innovációt és a társadalmi megújulást helyezi középpontba.  Az IRÁNY még nem indult országgyűlési választáson, de aktívan készül a politikai szerepvállalásra, és a pozitív nemzettudat, a tisztesség és a magyar tehetség támogatása áll tevékenységének fókuszában.

## A párt alapelve, céljai
- Jövőbe tekintő, pozitív nemzettudat: Farkas Dezső hangsúlyozza, hogy a hazának nem szabad múltbeli sérelmekre vagy megosztottságra épülnie. Ehelyett új, közös célokra van szükség, amelyek összekötik az embereket, és előremutató jövőképet teremtenek Magyarország számára. A párt az egységet és a nemzeti büszkeséget pozitív értelemben értelmezi, messze elutasítva a gyűlöletkeltést vagy kirekesztést.
- Átlátható, tisztességes jogállam és korrupcióellenes fellépés: Az IRÁNY fontosnak tartja a jogállamiság megerősítését, ahol a törvények mindenki számára egyformán érvényesek. Farkas Dezső kiemelte a korrupció visszaszorításának szükségességét, ami alapfeltétele a bizalom és a tiszta közélet megteremtésének.
- A magyar tehetség kibontakoztatása: A párt szerint a nemzet sikere az emberek képességeiben rejlik, azonban a magyar tehetség ma még nem kap elegendő támogatást és lehetőséget. Farkas Dezső azt szorgalmazza, hogy mind az oktatási rendszer, mind a gazdaság olyan környezetet teremtsen, amely elősegíti az innovációt, a kreativitást és a fiatal tehetségek fejlődését.
- Oktatás fejlesztése: Az IRÁNY prioritásként kezeli az oktatás minőségének javítását, amely a társadalmi felemelkedés és a gazdasági fejlődés alapja. Farkas Dezső szerint korszerű, innovatív és a jövő kihívásaira felkészítő oktatási rendszert kell kialakítani.
- Egészségügy megerősítése: Az egészségügy fejlesztése és a hozzáférés javítása kiemelt feladat. A párt célja egy olyan rendszer létrehozása, amely mindenki számára biztosítja a megfelelő és gyors ellátást, miközben a dolgozók munkakörülményei is javulnak.
- Környezetvédelem és fenntarthatóság: Farkas Dezső hangsúlyozza a környezettudatosság fontosságát, amely nem csupán az élővilág megóvását jelenti, hanem hosszú távú, fenntartható gazdasági és társadalmi fejlődést is. A párt programjában szerepel a megújuló energiaforrások támogatása és a környezetbarát fejlesztések ösztönzése.